# Liste der Kategorie-A-Bauwerke in der Council Area Stirling

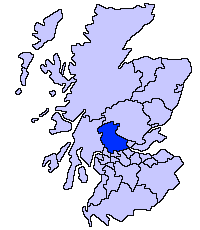
Lage von Stirling in Schottland

Die Liste der Kategorie-A-Gebäude in der Council Area Stirling umfasst sämtliche in der Kategorie A eingetragenen Baudenkmäler in der schottischen Council Area Stirling. Die Einstufung wird anhand der Kriterien von Historic Scotland vorgenommen, wobei in die höchste Kategorie A Bauwerke von nationaler oder internationaler Bedeutung einsortiert sind. In Stirling sind derzeit 86 Bauwerke in der Kategorie A gelistet.
| Name                                                | Lage                                              | Typ              | Eintrag | Bild                                                |
| --------------------------------------------------- | ------------------------------------------------- | ---------------- | ------- | --------------------------------------------------- |
| Lecropt Church                                      | nahe Bridge of Allan 56° 9′ 30,7″ N, 3° 57′ 54″ W | Kirche           | 173     | Lecropt Church                                      |
| Gutshof von Keir House                              | nahe Dunblane 56° 10′ 14,1″ N, 3° 58′ 42,8″ W     | Bauernhof        | 3918    |                                                     |
| South Lodge von Keir House                          | nahe Dunblane 56° 10′ 7,4″ N, 3° 58′ 23,5″ W      | Wohngebäude      | 3921    |                                                     |
| Keir House                                          | nahe Dunblane 56° 9′ 57,7″ N, 3° 58′ 57,9″ W      | Herrenhaus       | 3935    | Keir House                                          |
| Old Auchentroig                                     | nahe Buchlyvie 56° 6′ 43,9″ N, 4° 20′ 32,3″ W     | Wohngebäude      | 3937    |                                                     |
| Queen Victoria School                               | Dunblane 56° 12′ 3,1″ N, 3° 57′ 11″ W             | Schule           | 3986    | Queen Victoria School                               |
| Kapelle der Queen Victoria School                   | Dunblane 56° 12′ 0″ N, 3° 57′ 9,6″ W              | Kirche           | 3987    |                                                     |
| Sonnenuhr von Cromlix House                         | nahe Kinbuck 56° 13′ 52,2″ N, 3° 57′ 58,9″ W      | Sonnenuhr        | 3997    |                                                     |
| Staumauer von Loch Venachar                         | nahe Callander 56° 13′ 47,4″ N, 4° 15′ 47,4″ W    | Wasserbauwerk    | 4060    |                                                     |
| Couligartan Aqueduct 1                              | nahe Loch Ard 56° 10′ 18,5″ N, 4° 29′ 57,7″ W     | Brücke           | 4151    |                                                     |
| Couligartan Aqueduct 2                              | nahe Loch Ard 56° 10′ 10,5″ N, 4° 29′ 46,2″ W     | Brücke           | 4152    | Couligartan Aqueduct 2                              |
| Couligartan Aqueduct 3                              | nahe Loch Ard 56° 9′ 56,7″ N, 4° 29′ 15,5″ W      | Brücke           | 4153    |                                                     |
| Duchray Bridge                                      | nahe Loch Ard 56° 9′ 42,4″ N, 4° 28′ 34,2″ W      | Brücke           | 4155    |                                                     |
| Edinample Castle                                    | nahe Lochearnhead 56° 22′ 31,7″ N, 4° 15′ 56,7″ W | Burg             | 4198    | Edinample Castle                                    |
| Drip Old Bridge                                     | nahe Stirling 56° 8′ 14,4″ N, 3° 58′ 50,2″ W      | Brücke           | 6725    | Drip Old Bridge                                     |
| Catter House                                        | nahe Drymen 56° 3′ 7,8″ N, 4° 27′ 23,1″ W         | Herrenhaus       | 7628    |                                                     |
| Gribloch House                                      | nahe Kippen 56° 6′ 52,9″ N, 4° 11′ 17,3″ W        | Villa            | 8191    |                                                     |
| Doune Stable                                        | nahe Doune 56° 12′ 12,1″ N, 4° 5′ 7,6″ W          | Stallung         | 8220    | Doune Stable                                        |
| Old Newton House                                    | Doune 56° 11′ 11,6″ N, 4° 2′ 43,8″ W              | Tower House      | 8227    | Old Newton House                                    |
| Deanston Mill                                       | Deanston 56° 11′ 22,7″ N, 4° 4′ 16,1″ W           | Industriebauwerk | 8230    | Deanston Mill                                       |
| Weberei der Deanston Mill                           | Deanston 56° 11′ 21,4″ N, 4° 4′ 18,3″ W           | Industriebauwerk | 8231    |                                                     |
| Lanrick Macgregor Monument                          | nahe Deanston 56° 12′ 2,4″ N, 4° 7′ 22,2″ W       | Denkmal          | 8244    |                                                     |
| Moirlanich Longhouse                                | nahe Killin 56° 28′ 38,5″ N, 4° 20′ 9,7″ W        | Wohngebäude      | 8263    | Moirlanich Longhouse                                |
| Bridge of Dochart                                   | Killin 56° 27′ 46,1″ N, 4° 19′ 11,9″ W            | Brücke           | 8275    | Bridge of Dochart                                   |
| Dochart Viaduct                                     | Killin 56° 27′ 54,9″ N, 4° 18′ 56″ W              | Brücke           | 8281    | Dochart Viaduct                                     |
| Kincardine-in-Mentieth Parish Church                | Blair Drummond 56° 9′ 54,1″ N, 4° 3′ 50,5″ W      | Kirche           | 8431    | Kincardine-in-Mentieth Parish Church                |
| Buchanan Monument                                   | Killearn 56° 2′ 37,7″ N, 4° 22′ 23″ W             | Denkmal          | 10389   | Buchanan Monument                                   |
| Auchenibert                                         | Killearn 56° 2′ 32,3″ N, 4° 21′ 35,6″ W           | Villa            | 10422   | Auchenibert                                         |
| Gargunnock House                                    | Gargunnock 56° 7′ 33,3″ N, 4° 4′ 4,4″ W           | Herrenhaus       | 10438   | Gargunnock House                                    |
| Old Leckie House                                    | nahe Gargunnock 56° 7′ 36,9″ N, 4° 6′ 33,9″ W     | Herrenhaus       | 10445   |                                                     |
| Blairlogie Castle                                   | Blairlogie 56° 9′ 3,5″ N, 3° 53′ 20,2″ W          | Tower House      | 10461   |                                                     |
| Culcreuch Castle                                    | nahe Fintry 56° 3′ 43,2″ N, 4° 13′ 3,3″ W         | Tower House      | 10467   | Culcreuch Castle                                    |
| Dun Eaglais                                         | Kippen 56° 7′ 39,5″ N, 4° 10′ 2,4″ W              | Villa            | 12515   |                                                     |
| Milnholm Hatchery                                   | nahe Stirling 56° 3′ 59,2″ N, 3° 57′ 16,2″ W      | Fischfarm        | 15275   |                                                     |
| Bannockburn House                                   | nahe Stirling 56° 4′ 40,3″ N, 3° 54′ 55,1″ W      | Herrenhaus       | 15277   |                                                     |
| Touch House                                         | nahe Stirling 56° 6′ 40,2″ N, 4° 0′ 22,5″ W       | Herrenhaus       | 15295   |                                                     |
| Auchenbowie House                                   | nahe Stirling 56° 3′ 51,5″ N, 3° 55′ 51,8″ W      | Villa            | 15303   |                                                     |
| Howietoun Fishery                                   | nahe Stirling 56° 4′ 21,9″ N, 3° 57′ 11,3″ W      | Fischfarm        | 15306   | Howietoun Fishery                                   |
| Hayford Mills                                       | Cambusbarron 56° 6′ 46,4″ N, 3° 58′ 13,6″ W       | Industriebauwerk | 19117   | Hayford Mills                                       |
| Cardross House                                      | nahe Kippen 56° 9′ 4,4″ N, 4° 14′ 50,7″ W         | Herrenhaus       | 19708   | Cardross House                                      |
| Bridge of Ardoch                                    | Doune 56° 11′ 14,2″ N, 4° 2′ 52,5″ W              | Brücke           | 24667   | Bridge of Ardoch                                    |
| Bridge of Teith                                     | Doune 56° 11′ 11,8″ N, 4° 3′ 40,6″ W              | Brücke           | 24668   |                                                     |
| Marktkreuz von Doune                                | Doune 56° 11′ 22,8″ N, 4° 3′ 10″ W                | Marktkreuz       | 24671   | Marktkreuz von Doune                                |
| Dunblane Cathedral                                  | Dunblane 56° 11′ 22,1″ N, 3° 57′ 54,3″ W          | Kirche           | 26361   | Dunblane Cathedral                                  |
| Ault Wharrie                                        | Dunblane 56° 11′ 7,4″ N, 3° 56′ 52,3″ W           | Villa            | 26365   |                                                     |
| Leighton Library                                    | Dunblane 56° 11′ 19,1″ N, 3° 57′ 51,9″ W          | Bibliothek       | 26371   | Leighton Library                                    |
| Dunblane Museum                                     | Dunblane 56° 11′ 20,4″ N, 3° 57′ 51,4″ W          | Museum           | 26372   | Dunblane Museum                                     |
| Church of the Holy Rude                             | Stirling 56° 7′ 14,9″ N, 3° 56′ 40″ W             | Kirche           | 41083   | Church of the Holy Rude                             |
| Friedhof der Church of the Holy Rude                | Stirling 56° 7′ 17″ N, 3° 56′ 43,9″ W             | Friedhof         | 41084   | Friedhof der Church of the Holy Rude                |
| Holy Trinity Episcopal Church                       | Stirling 56° 7′ 5,9″ N, 3° 56′ 34,1″ W            | Kirche           | 41089   | Holy Trinity Episcopal Church                       |
| St Ninians Old Parish Kirk                          | Stirling 56° 6′ 9,6″ N, 3° 56′ 15,8″ W            | Kirche           | 41095   |                                                     |
| Friedhof der St Ninians Old Parish Kirk             | Stirling 56° 6′ 9,7″ N, 3° 56′ 14,6″ W            | Friedhof         | 41096   | Friedhof der St Ninians Old Parish Kirk             |
| Athenaeum                                           | Stirling 56° 7′ 6,5″ N, 3° 56′ 18,7″ W            | Clubhaus         | 41100   | Athenaeum                                           |
| Cowane’s Hospital                                   | Stirling 56° 7′ 13,8″ N, 3° 56′ 42,2″ W           | Krankenhaus      | 41101   | Cowane’s Hospital                                   |
| Altes Stadtgefängnis von Stirling                   | Stirling 56° 7′ 11,8″ N, 3° 56′ 38,5″ W           | Gefängnis        | 41104   | Altes Stadtgefängnis von Stirling                   |
| Stirling Tolbooth                                   | Stirling 56° 7′ 14,5″ N, 3° 56′ 34,1″ W           | Rathaus          | 41110   | Stirling Tolbooth                                   |
| Wallace Monument                                    | Stirling 56° 8′ 19,7″ N, 3° 55′ 3,9″ W            | Turm             | 41118   | Wallace Monument                                    |
| Alter Stadtfriedhof von Stirling                    | Stirling 56° 7′ 17,9″ N, 3° 56′ 43,7″ W           | Friedhof         | 41126   | Alter Stadtfriedhof von Stirling                    |
| Old Bridge                                          | Stirling 56° 7′ 43″ N, 3° 56′ 12,9″ W             | Brücke           | 41129   | Old Bridge                                          |
| Bahnhof Stirling                                    | Stirling 56° 7′ 11,8″ N, 3° 56′ 6,5″ W            | Bahnhof          | 41131   | Bahnhof Stirling                                    |
| Stirling Highland Hotel                             | Stirling 56° 7′ 9,7″ N, 3° 56′ 30,8″ W            | Hotel            | 41133   | Stirling Highland Hotel                             |
| Äußere Verteidigungsmauer von Stirling Castle       | Stirling 56° 7′ 24″ N, 3° 56′ 48,5″ W             | Burganlage       | 41136   | Äußere Verteidigungsmauer von Stirling Castle       |
| Vorwerk von Stirling Castle                         | Stirling 56° 7′ 25″ N, 3° 56′ 50,2″ W             | Burganlage       | 41137   | Vorwerk von Stirling Castle                         |
| Palast von Stirling Castle                          | Stirling 56° 7′ 24,8″ N, 3° 56′ 52,4″ W           | Palast           | 41138   | Palast von Stirling Castle                          |
| Große Halle von Stirling Castle                     | Stirling 56° 7′ 26,5″ N, 3° 56′ 51,8″ W           | Burganlage       | 41139   | Große Halle von Stirling Castle                     |
| Königskapelle von Stirling Castle                   | Stirling 56° 7′ 27,2″ N, 3° 56′ 53,7″ W           | Kirche           | 41140   | Königskapelle von Stirling Castle                   |
| The Mint                                            | Stirling 56° 7′ 27,1″ N, 3° 56′ 51″ W             | Burganlage       | 41141   | The Mint                                            |
| Küche und große Batterie von Stirling Castle        | Stirling 56° 7′ 25,6″ N, 3° 56′ 49″ W             | Burganlage       | 41142   | Küche und große Batterie von Stirling Castle        |
| Alter Königspalast von Stirling Castle              | Stirling 56° 7′ 26,5″ N, 3° 56′ 55,2″ W           | Palast           | 41143   | Alter Königspalast von Stirling Castle              |
| Sonnenuhr von Stirling Castle                       | Stirling 56° 7′ 27,8″ N, 3° 56′ 55,4″ W           | Sonnenuhr        | 41144   |                                                     |
| Regimentsquartier von Stirling Castle               | Stirling 56° 7′ 25,4″ N, 3° 56′ 49,8″ W           | Burganlage       | 41145   |                                                     |
| Darnley’s House                                     | Stirling 56° 7′ 14,1″ N, 3° 56′ 29,9″ W           | Wohngebäude      | 41239   | Darnley’s House                                     |
| Moir of Leckie’s House                              | Stirling 56° 7′ 14,1″ N, 3° 56′ 28,2″ W           | Wohngebäude      | 41240   |                                                     |
| James Norrie’s Lodging                              | Stirling 56° 7′ 15,4″ N, 3° 56′ 33,3″ W           | Wohngebäude      | 41246   | James Norrie’s Lodging                              |
| Argyll’s Lodging                                    | Stirling 56° 7′ 18,5″ N, 3° 56′ 37,3″ W           | Wohngebäude      | 41255   | Argyll’s Lodging                                    |
| Bruce of Auchenbowie’s House                        | Stirling 56° 7′ 13,9″ N, 3° 56′ 37,5″ W           | Wohngebäude      | 41464   | Bruce of Auchenbowie’s House                        |
| John Cowane’s House                                 | Stirling 56° 7′ 19,5″ N, 3° 56′ 33,1″ W           | Wohngebäude      | 41466   | John Cowane’s House                                 |
| Glengarry Lodge                                     | Stirling 56° 7′ 11,5″ N, 3° 56′ 30″ W             | Wohngebäude      | 41484   | Glengarry Lodge                                     |
| Wehr der Deanston Mill                              | nahe Deanston 56° 11′ 56,2″ N, 4° 5′ 33,2″ W      | Wasserbauwerk    | 47650   |                                                     |
| Bannockburn Rotunda                                 | Stirling 56° 5′ 36,1″ N, 3° 56′ 16,1″ W           | Denkmal          | 49860   | Bannockburn Rotunda                                 |
| Wehr des Royal Cottage Aqueduct                     | Loch Katrine 56° 14′ 52,1″ N, 4° 32′ 57,3″ W      | Wasserbauwerk    | 50298   |                                                     |
| Sonnenuhr auf dem Privatfriedhof der Familie Cayzer | Gartmore 56° 8′ 38,9″ N, 4° 22′ 55,9″ W           | Sonnenuhr        | 50406   | Sonnenuhr auf dem Privatfriedhof der Familie Cayzer |
| Loch Arklet Dam                                     | Loch Arklet 56° 14′ 53,4″ N, 4° 39′ 17,2″ W       | Wasserbauwerk    | 50461   | Loch Arklet Dam                                     |
| Castle Burn Aqueduct                                | nahe Loch Ard 56° 9′ 27,6″ N, 4° 27′ 51,6″ W      | Brücke           | 51152   | Castle Burn Aqueduct                                |
| Rektorenvilla der Universität Stirling              | Stirling 56° 8′ 56,6″ N, 3° 54′ 53″ W             | Villa            | 51322   |                                                     |
| Pathfoot Building                                   | Stirling 56° 8′ 57,4″ N, 3° 55′ 36,2″ W           | Universität      | 51327   | Pathfoot Building                                   |